# Baba Yetu
Baba Yetu is een orkestrale gospelcompositie van Christopher Tin uit 2005. Het lied werd geschreven als titelnummer van het computerspel Civilization IV op verzoek van Soren Johnson, de hoofdontwerper van het spel en de voormalige kamergenoot van Tin. De Civilization-versie werd gezongen door de Stanford Talisman, een koor van de Stanford-universiteit.
Het nummer werd opnieuw opgenomen voor Tins debuutalbum uit 2009, Calling all dawns. Deze versie, gezongen door het Soweto Gospel Choir en begeleid door het London Philharmonic Orchestra, won in 2011 een Grammy Award voor beste instrumentale begeleiding van een vocalist. Het was de eerste keer dat muziek afkomstig van een videospel werd genomineerd voor een Grammy.

## Tekst
De tekst van Baba Yetu is een vertaling van het Onzevader in het Swahili.
| Swahili | Nederlands |
| Baba Yetu | Baba Yetu |
| --- | --- |
| Baba yetu, yetu uliye Mbinguni yetu, yetu amina! Baba yetu yetu uliye M jina lako e litukuzwe. Utupe leo chakula chetu Tunachohitaji, utusamehe Makosa yetu, hey! Kama nasi tunavyowasamehe Waliotukosea usitutie Katika majaribu, lakini Utuokoe, na yule, muovu e milele! Ufalme wako ufike utakalo Lifanyike duniani kama mbinguni. (Amina) | Onze Vader, die in de Hemel zijt. Amen! Onze vader, Uw Naam worde geheiligd. Geef ons heden ons dagelijks brood, en vergeef ons onze schulden, zoals ook wij vergeven aan onze schuldenaren en breng ons niet in beproeving, maar verlos ons van het kwade. Uw Rijk kome, Uw Wil geschiede, op aarde zoals in de Hemel. (Amen) |